# Tantei Opera Milky Holmes
Tantei Opera Milky Holmes (яп. 探偵オペラ ミルキィホームズ Тантэй Опэра Мирукии Хо:мудзу, «Детективное агентство Милки Холмс») — серия игр и аниме-сериалов, созданных по мотивам карточной игры, выпущенной компанией Bushiroad. Первый аниме-сериал был выпущен студией J.C.Staff и транслировался с 7 октября по 23 декабря 2010 года. Второй аниме-сериал транслировался с 5 января по 23 марта 2011 года, также включает в себя бонусные серии, вышедшие 25 августа 2012 года. Третий сезон планируется выпустить летом 2013 года. Также начала выпускаться манга в журнале с 2010 года, в этом же году был выпущена игра-визуальный роман для PlayStation Portable, в августе 2012 года вышло продолжение игры. И выпущены серии романов, опубликованные издательством ASCII Media Works.
Главные героини носят имена известных вымышленных персонажей например: Шерлок Холмс, Ниро Вульф, Эркюль Пуаро и Корделия Грей

## Сюжет
Действие происходит в будущем, в великой эре детективов, эре избранных людей, рождённых со сверх-человеческими способностями, известные, как Игрушки (яп. トイズ Тойдзу), они с помощью данных способностей борются с преступниками и злодеями. В районе Йокогама, Японии расположено детективное агентство Милки Холмс, которым управляют 4 девушки-детектива, и также посещают детективную академию Холмса. Каждая девушка наделена уникальными силами. По мере развития сюжета главные героини Шерлок, Нэро, Эркюль и Корделия при столкновении с ворами-призраками теряют все свои способности. Девушки падают из «князей в грязи» и теперь должны любыми способами вернуть обратно силу и восстановить своё доброе имя.

## Список персонажей
Шерлок Шеррингфорд (яп. シャーロック・シェリンフォード Сярокку Сэринфодо)
Сэйю: Судзуко Мимори
Лидер команды Милки Холмс. Очень неуклюжая, но заботливая. Обладает способностями к телекинезу.
Неро Юдзуридзаки (яп. 譲崎 ネロ Юдзуридзаки Нэро)
Сэйю: Сора Токуи
Любит много есть, имеет неприятный характер. Обращается к себе мужским родом «боку» и очень эгоистичная, часто смотрит на всех с высока, в то время, как другие утешают её из-за жадности. Обладает способностью управлять машинами с помощью небольшого куска металла.
Эркюль Бартон (яп. エルキュール・バートン Эрукюру Батон)
Сэйю: Микой Сасаки
Очень тихая девушка, которая быстро смущается. Пытается часто давать разумные советы и мнения, но из-за её характера, Эркюль часто игнорируют, а иногда и припугивают. Её способность даёт ей огромную физическую силу.
Корделия Глаука (яп. コーデリア・グラウカ Кодэриа Гураука)
Сэйю: Идзуми Китта
Блондинка, которая часто ведёт себя некомпетентно в группе. Быстро выходит из себя, особенно когда боится темноты. Её способности позволяют Корделии чувствовать то, что другие не могут.
Камабоко (яп. かまぼこ Камабоко)
Сэйю: Хиро Симоно
Бездомный кот, которого нашли главные героини и держат на чердаке.
Опэра Кобаяси (яп. 小林 オペラ Кобаяси Опэра)
Сэйю: Сюта Морисима
Главный герой первой игры для PSP, человек, который воспитывал команду Милки Холмс. В игре потерял наряду с Милки Холмс свои способности.
Эллери Химэюри (яп. エラリー・姫百合 Эрари Химэюри)
Сэйю: Нацуми Такамори
Главная героиня второй части игры. Раньше работала сотрудником полиции и внезапно приобрела супер-способности. Может активировать силы в других людях.
Энриетте Мистере (яп. アンリエット・ミステール Анриэтто Мисутэру) / Арсен (яп. アルセーヌ Арусэну)
Сэйю: Сатоми Акэсака
Глава организации воров-джентльменов, чьи способности заключаются в иллюзиях. В настоящее время находится под прикрытием президента студенческого совета Академии Холмса, жаждет сражение с сильными противниками, и помогает Милки Холмс вернуть им их способности. Все члены организации влюблены в неё.
Сосэки Исинагарэ (яп. 石流 漱石 Исинагарэ Со:сэки)
Сэйю: Такума Арасима
Суровый боец, который использует катану. Его способности позволяют ему обездвиживать противника. Работал под прикрытием, как школьный дворник и шеф-повар.
Кай Нидзюури (яп. 二十里 海) / 12 (яп. トゥエンティ Туэнти)
Сэйю: Дайсукэ Кисио
Искусный маг, который во время атаки использует английские слова и магические карты. Сексуально озабочен, постоянно демонстрирует другим школьникам свои возбуждённые соски. Его способность позволяет маскировать себя.
Дзиро Нэдзу (яп. 根津 次郎 Нэдзу Дзиро)
Сэйю: Хиро СимоноIQ.
Одноклассник Милки Холмс под прикрытием. Управляет огнём и может подрывать любые взрывчатые вещества.
Джозефине Мистере (яп. ジョセフィーヌ・ミステール Дзёсафину Мисутэру)
Сэйю: Асами Саната
Старшая сестра Генриетты, которая появляется во второй игре. Во время игры, она является президентом студенческого совета и назначает Эллери, как ответственную за Милки Холмс.
Кокоро Акэти (яп. 明智 小衣 Акэти Кокоро)
Сэйю: Ёсино Нандзё
Лидер подразделения полицейского расследования Гениус 4, также известного как Г4. Властная девушка, которая свысока смотрит на Милки Холмс с того момента, как они потеряли свои способности, чтобы похвастаться своим высоким IQ. Она бьёт Шерлок маской и очень злится, когда та называет её «Кокоро-тян». Утверждает, что закончила Гарвардский университет в 13 лет.
Саку Тояма (яп. 遠山 咲 То:яма Саку)
Сэйю: Юкари Тамура
Тихая девушка с розовыми волосами из полицейского подразделения Г4, постоянно носящая наушники.  Умна и является специалистом по компьютерам , почти всегда держит леденец во рту.
Цугико Дзэнигата (яп. 銭形 次子 Дзэнигата Цугико)
Сэйю: Миюки Савасиро
Высокая девушка с зелёными волосами из полицейского подразделения Г4. Носит с собой два пистолета из которых метко стреляет.
Хирано Хасэгава (яп. 長谷川 平乃 Хасэгава Хирано)
Сэйю: Рёко Синтани
Вежливая девушка с чёрными волосами из полицейского подразделения Г4. Сильный мастер боевых искусств и может ударом заставить человека потерять сознание. Носит с собой ракетку, которой сражается и даже может отражать пули.

## Медия

### Аниме
Аниме-адаптация Tantei Opera Milky Holmes была выпущена студией J.C. Staff и транслировалась с 7 октября по 23 декабря 2010 года. Серии также официально доступны для просмотра на сайте Crunchyroll. Бонусная серия была выпущена в августе 2011 года. Второй сезон был выпущен совместно студиями J.C. Staff и Artland под названием Tantei Opera Milky Holmes: Act 2 (яп. 探偵オペラ ミルキィホームズ 第2幕 Тантэй Опэра Мирукии Хо:мудзу Дай-ни Маку) и транслировался в Японии с 5 января по 23 марта 2012 года. Третий сезон аниме будет транслироваться летом 2013 года.
Бонусные серии, созданные по мотивам игры под названием Tantei Opera Milky Holmes Alternative One ~Opera Kobayashi and the Five Paintings (яп. 探偵オペラ ミルキィホームズ Alternative ONE～小林オペラと5枚の絵画～) были выпущены 19 и 25 августа 2012 года, а также показывались по телеканалу Tokyo MX 25 августа 2012 года. Другие серии Tantei Opera Milky Holmes Alternative Two ~Opera Kobayashi and the Raven of the Empty Sky~ (яп. 探偵オペラ ミルキィホームズ Alternative TWO ～小林オペラと虚空の大鴉) были выпущены на DVD и Blu-ray-изданиях 9 января 2013 года.

### Манга
Манга выпускалась в журнале с 2010 года по 2011 год.

### Визуальный роман
Визуальный роман был выпущен компанией Bushiroad для приставки PlayStation Portable 16 декабря 2010 года. Игрок играет за Опэру Кобаяси, которая должна обучать команду Милки Холмс стать великими детективами и использовать свои полномочия, для борьбы с ворами. Дополнение в игре antei Opera Milky Holmes 1.5 было выпущено 19 сентября 2011 года в PlayStation Store. Вторая часть игры Tantei Opera Milky Holmes 2 была выпущена 23 августа 2012 года, где игрок управлает новым персонажем — Еллери Химэюри.

### Прочие появления
4 главные героини часто появляются в разных сериях аниме-сериала Cardfight!! Vanguard в качестве фоновых персонажей.

### Музыка
Музыку к аниме исполняют четыре главные сэйю, озвучивавшие главных героинь: Мимори Судзуки, Китта Идзуми, Токуи Сора и Сасаки Микой.
Открытие к аниме «The Answer Is One! Not!!» (яп. 正解はひとつ!じゃない!! Сэйкай ва  Хотоцу! Дзянай!!) исполняет Милки Холмс, а концовку к аниме «Instinct Doubt» (яп. 本能のDOUBT Хонно но DOUBT) исполняет Faylan. Открытие к бонусным сериям «Party Party!» (яп. パーティーパーティー! Пати Пати!) исполняет Милки Холмс.
2 начала ко второму сезону: «Maji! Maji? Happiness!!» (яп. ナゾ！ナゾ？Happiness!!) и «Nazo! Nazo? Happiness!!» (яп. ナゾ！ナゾ？Happiness!!) исполняет Милки Холмс, концовку ко второму сезону «Lovely Girls Anthem» исполняет Нацуко Асо.